# Albin Nova
Albin Nova är en segelbåt som konstruerades 1981 av Peter Norlin för Albin Marin.
Uppdraget var att utan att titta på mätregler bygga en snabb och rymlig båt för både cruising och racing.
Båten är 9,87 meter lång och 3,15 meter bred. Masten är 15,3 meter över vattenlinjen. Vikten är 4,4 ton, SRS 0,946 och motorn Yanmar 15 hk eller 18 hk. 
Däck och skrov ner till en bit under vattenlinjen är uppbyggt i sandwichlaminat med divinycell som distansmaterial, vilket ger ett torrt klimat inombords. Kölen är av stål. 
Sittbrunnen är stor, med tofter långa nog att ligga på, och ett bridgedäck. De flesta exemplar har skena för självslående fock.
Vill man optimera kryssegenskaperna, är dock en 110% fock med skotskenor på rufftaket att föredra framför denna. Nästan alla Exemplar har rorkult.
I tester anses Novan ha bra seglingsegenskaper. Hon är ovanligt styv, lugn och angenäm att segla. Ändå är hon snabb. 
Inredningen har en L-soffa om styrbord och en rak koj på babord sida och akter om denna ett pentry. I detta finns spis med ugn samt många lådor och fack och relativt stor arbetsyta. 
Då inredningen är traditionell med toalett midskepps blir salongen bred och upplevs rymligare än måtten ger sken av.
I aktern en dubbelkoj som är 1,40 meter där den är som bredast. Även den innersta liggplatsen i akterkojen har sitthöjd på grund av bridgedäcket. Efter 1988 byggdes akterkojen in i en egen hytt. Toalett mellan förpik och salong har handfat med dusch, ett skåp med två hyllor och ett öppet fack. Masten som är genomgående kommer ner på toaletten. Ståhöjden är omkring 1,87 meter.
Mellan 1981 och 1990 byggdes omkring 500 stycken av Novor, varav hälften finns utanför Sverige. 
Från 1985 är med motorerna starkare. 
Novaseglarna är organiserade i Novaförbundet.